# Kūr Bolāgh-e Moḩammad Naqī
Kūr Bolāgh-e Moḩammad Naqī (persiska: کور بلاغ محمّد نقی, Kūr Bolāgh-e Do) är en ort i Iran.   Den ligger i provinsen Kermanshah, i den västra delen av landet, 400 km väster om huvudstaden Teheran. Kūr Bolāgh-e Moḩammad Naqī ligger 1 314 meter över havet och antalet invånare är 112.
Terrängen runt Kūr Bolāgh-e Moḩammad Naqī är varierad. Runt Kūr Bolāgh-e Moḩammad Naqī är det ganska tätbefolkat, med 185 invånare per kvadratkilometer. Närmaste större samhälle är Sarāb-e Nīlūfar, 7,8 km söder om Kūr Bolāgh-e Moḩammad Naqī. Trakten runt Kūr Bolāgh-e Moḩammad Naqī består till största delen av jordbruksmark.